# 閣道六
仙后座ο，又名BD+47 183，HD 4180、SAO 36620、HR 193，是仙后座的一颗恒星，视星等为4.54，位于銀經121.78，銀緯-14.57，其B1900.0坐标为赤經0h 39m 8.9s，赤緯+47° -14.57′ 14″。